# Pilar de Goiás
Pilar de Goiás is een gemeente in de Braziliaanse deelstaat Goiás. De gemeente telt 2.821 inwoners (schatting 2009).